# Bolha Local

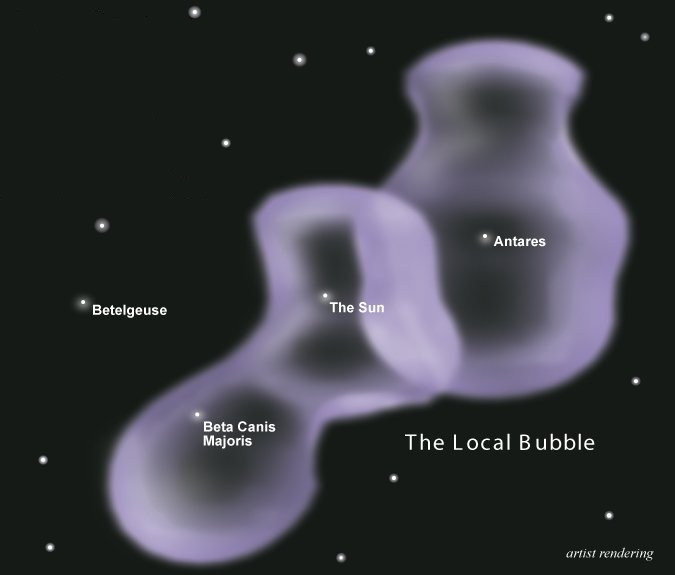
Bolha Local, com o Sol (Sun) dentro contida.

Em astronomia, bolha é uma região de gás muito disperso, em forma semi-esférica e em alta temperatura, gerada por uma supernovas e localizada no meio interestelar.
A Bolha Local é a região do universo onde se localiza o Sistema Solar, situada no Braço de Órion da Via Láctea. Estima-se que tenha pelo menos 300 anos-luz de diâmetro e uma densidade de aproximadamente 0,05 átomos por centímetro cúbico. O gás difuso da Bolha Local emite uma discreta quantidade de raios x.
A Bolha Local é o resultado de uma supernova que explodiu há entre dois e quatro milhões de anos. O candidato mais provável para remanescente desta supernova é o pulsar Geminga, localizado na constelação de Gêmeos. Acredita-se que nosso Sistema Solar tenha adentrado a Bolha Local há entre cinco e dez milhões de anos.